# Pristavlja vas
Pristavlja vas este o localitate din comuna Ivančna Gorica, Slovenia, cu o populație de 49 de locuitori.